# Coll del Moro
El Coll del Moro és una muntanya de 483 metres que es troba al municipi de Gandesa, a la comarca de la Terra Alta. S'hi troba el poblat ibèric del Coll del Moro.
Durant la Guerra Civil Espanyola el general Franco hi va ubicar el seu quarter per dirigir l'estratègia de la batalla de l'Ebre.

## Quarter de Franco
Monument franquista on hi havia l'observatori del comandament rebel durant la batalla de l'Ebre. Aquest indret, a 470 m sobre el nivell del mar i sobre una antiga necròpoli ibèrica, té una extraordinària panoràmica: Corbera d'Ebre a l'est, a l'oest Horta de Sant Joan i davant, les serralades de Cavalls i Pàndols. Hi trobareu una senyalització explicativa del paper d'aquest observatori i el monument fet erigir per Franco una vegada acabada la guerra, símbol de la dictadura i monument propi de la política memorial i propagandista de l'Estat franquista. El lloc conegut com el coll del Moro (municipi de Gandesa) presenta una situació estratègica de domini del territori en una zona on conflueixen les vies de comunicació naturals entre el Baix Aragó i la desembocadura de l'Ebre. Un cop iniciada la batalla de l'Ebre, l'observatori va ser utilitzat per les tropes rebels perquè ofereix una extraordinària panoràmica visual: Corbera d'Ebre a l'est, al sud oest Horta de Sant Joan i, davant, les serralades de Pàndols i Cavalls. Durant tota la batalla va ser visitat per observadors militars estrangers i pels principals caps franquistes, inclòs el mateix Franco.

## Poblat ibèric del Coll del Moro
El mateix observatori del coll del Moro s'assenta sobre el jaciment ibèric del mateix nom (en cas de voler-lo visitar, cal concertar visita amb el Museu d'Arqueologia de Catalunya), que consta d'una necròpoli, diversos tallers i el mateix recinte fortificat del poblat. A 2 quilòmetres es troba Gandesa, on podem visitar el Centre d'Estudis de la Batalla de l'Ebre, que en un futur s'integrarà als Espais de la Batalla de l'Ebre. També es pot visitar el celler Cooperatiu de Gandesa, edifici modernista de Cèsar Martinell construït el 1919, o l'església de la Mare de Déu de l'Assumpció, la Casa de la Vila Vella i la presó o casa de la Castellania, declarats tots tres Bé Cultural d'Interès Nacional com a monuments històrics. Altres llocs que mereixen una visita són la Fontcalda, on hi ha el santuari i un balneari en un entorn natural de gran bellesa. Tant la mateixa comarca de la Terra Alta com la veïna Ribera d'Ebre contenen una oferta d'espais de memòria important, ja que s'han recuperat espais històrics, s'han senyalitzat llocs de memòria i s'han creat diversos centres d'interpretació; tota aquesta oferta configura els Espais de la Batalla de l'Ebre. També es pot visitar per proximitat geogràfica i temàtica el camp d'aviació de la Sénia, al Montsià.